# Plougras
Plougras (bretonisch: Plougraz) ist eine französische Gemeinde mit 428 Einwohnern (Stand 1. Januar 2022) im Département Côtes-d’Armor in der Region Bretagne. Sie gehört zum Arrondissement Lannion, zum Kanton Plestin-les-Grèves und ist Mitglied des 2015 gegründeten Gemeindeverbands Lannion-Trégor Communauté. Die Bewohner nennen sich Plougrasien/Plougrasiennes.

## Geografie
Plougras liegt rund 26 km (Luftlinie) südsüdwestlich der Kleinstadt Lannion im Norden der Bretagne an der Grenze zum Département Finistère.   

## Bevölkerungsentwicklung
| Jahr                       | 1793 | 1800 | 1846 | 1856 | 1866 | 1872 | 1926 | 1962 | 1968 | 1975 | 1982 | 1990 | 1999 | 2006 | 2012 |
| Einwohner                  | 1030 | 673  | 1216 | 1167 | 1510 | 1402 | 1200 | 725  | 670  | 592  | 530  | 498  | 495  | 465  | 427  |
| Quellen: Cassini und INSEE |      |      |      |      |      |      |      |      |      |      |      |      |      |      |      |

Die zunehmende Mechanisierung der Landwirtschaft führte zu einem Absinken der Einwohnerzahlen bis auf die Tiefststände in der Gegenwart.

## Baudenkmäler
Siehe: Liste der Monuments historiques in Plougras